# Gunungiella berduri
Gunungiella berduri är en nattsländeart som beskrevs av Huisman 1993. Gunungiella berduri ingår i släktet Gunungiella och familjen stengömmenattsländor. Inga underarter finns listade i Catalogue of Life.